# Chlorid zinečnatý
Chlorid zinečnatý je anorganická sloučenina chloru a zinku (chemický vzorec ZnCl2). Existuje v devíti známých krystalových formách. Jedná se o bezbarvou nebo bílou látku dobře rozpustnou ve vodě. ZnCl2 je hygroskopický a navlhavý, proto musí být chráněn před vlhkostí, včetně vodních par ve vzduchu. Používá se v široké škále aplikací při zpracování textilu, jako tavidlo a v chemické syntéze.
Není znám žádný minerál s tímto chemickým složením, existuje však velmi vzácný nerost simonkolleit se vzorcem Zn5(OH)8Cl2·H2O.

## Bezpečnost
Chlorid zinečnatý dráždí kůži a dýchací ústrojí. Bezpečnostní opatření, která se vztahují k bezvodému ZnCl2, platí i pro jiné bezvodé halogenidy kovů, tj. jejich hydrolýza může být exotermická a je třeba se vyhýbat kontaktu s těmito látkami. Koncentrované roztoky jsou kyselé a žíravé, jakožto Lewisova kyselina poškozují celulózu a hedvábí.